# Ingrid Torrance
Ingrid Torrance est une actrice canadienne née le 29 décembre 1969 à New Westminster en Colombie-Britannique.

## Filmographie

### Cinéma
- 1996 : Le Souffre-douleur : une enseignante
- 1998 : Act of War : Katherina Mirova
- 1999 : Double Jeu : une notaire
- 2002 : Cheats : Marla
- 2004 : Scooby-Doo 2 : Les monstres se déchaînent : la troisième journaliste
- 2007 : Givré ! : la psychologue
- 2008 : Impulse : Melissa
- 2009 : Le Prix du sang : détective Norden
- 2016 : The Unseen : Lindi

### Télévision
- 1994 : Les Anges gardiens : Marlissa Chaplin (1 épisode)
- 1996 : Poltergeist : Les Aventuriers du surnaturel : une fille à la fête (1 épisode)
- 1996 : The Sentinel : Calli (1 épisode)
- 1996 : Viper : Wallace (1 épisode)
- 1998 : Police Academy : Carla (1 épisode)
- 1998 : Cold Squad, brigade spéciale (1 épisode)
- 1998 : First Wave : Mary (1 épisode)
- 1999 : Traque sur Internet : la gérante de l'hôtel
- 1999 : Au-delà du réel : L'aventure continue : Becky (1 épisode)
- 1999 : Sept jours pour agir : Joni Bartlett (1 épisode)
- 2000 : Cœurs rebelles : Chloe Scarbrow (4 épisodes)
- 2000 : Hollywood Off-Ramp (1 épisode)
- 2000 : Le Secret du vol 353 : Michelle Carpenter
- 2001 : Christy, choices of the Heart : Fairlight Spencer (2 épisodes)
- 2001 : Saucisse Party : Dana (1 épisode)
- 2002 : The Chris Isaak Show : Vickie Wister (1 épisode)
- 2002 : John Doe : une hôtesse de l'air (1 épisode)
- 2002-2004 : Andromeda : Sakkai Saguro et Duran (2 épisodes)
- 2003 : Smallville : l'organisatrice du mariage (1 épisode)
- 2004 : Stargate SG-1 : un membre de l'équipage (1 épisode)
- 2004 : Dead Like Me : Macy (1 épisode)
- 2004-2005 : Les 4400 : Lucy et Claire (6 épisodes)
- 2005 : Amour et Préméditation : Angela Major
- 2006 :Godiva's : Trish (1 épisode)
- 2006 : Blade: The Series : Sharon Hirsch (2 épisodes)
- 2006 : En attendant l'âme sœur : Diane Holmes
- 2006 : Pour vivre un grand amour : Madeleine Francis
- 2008-2013 : Supernatural : Linda et Mme Waters (2 épisodes)
- 2009 : Mort en beauté : une cliente
- 2009 : The Good Wife : Dr Torrance (1 épisode)
- 2009 : Fringe : Elizabeth Jarvis (1 épisode)
- 2010-2011 : Life Unexpected : le médecin (2 épisodes)
- 2011-2014 : The Killing : Tess Clarke et une hôtesse de l'air (7 épisodes)
- 2011-2014 : R.L. Stine's The Haunting Hour : Mme Jordan et Maman (2 épisodes)
- 2012-2016 : Once Upon a Time : l'infirmière Ratched (10 épisodes)
- 2013 : Cult : Gale (1 épisode)
- 2013 : The Tomorrow People : Mme Rundle (1 épisode)